# Hans Humann
Hans Humann (* 1878 en Esmirna, Imperio otomano (hoy İzmir); † 7. octubre de 1933 en Neubabelsberg cerca de Potsdam) fue un oficial, agregado naval y editor alemán. Humann fue uno de los representantes más importantes de la Alemania imperial en el Imperio otomano durante la Primera Guerra Mundial y editor del ampliamente leído Deutsche Allgemeine Zeitung (DAZ) en la década de 1920. Humann fue testigo y partidario del genocidio armenio, que posteriormente describió con aprobación.

## Biografía

### Juventud
Humann nació en 1878 como hijo del arqueólogo alemán Carl Humann, el descubridor del Altar de Pérgamo, y su esposa Louise en la ciudad turca de Esmirna. En 1900, la hermana de Humann, María (1875-1970), se casó con el arqueólogo Friedrich Sarre, más tarde director del Museo Oriental Alemán de Berlín.
Humann pasó los primeros doce años de su infancia en Turquía, donde desarrolló una fuerte afinidad por todo lo turco y creció junto con el posterior político turco Enver Pasha. La amistad entre los dos hombres duró toda la vida y se consideró particularmente estrecha. Los dos se tuteaban y estaban en contacto constante por carta. Un amigo de Humann, Franz von Papen, describió la cercanía de ambos hombres al caracterizarlos como "hermanos de leche". El estadounidense Morgenthau informó más tarde que los empleados de la embajada alemana le habían informado que Humann, que tenía raíces alemanas, era "más turco" que el líder turco Enver.
Después de su regreso a Alemania en 1890 y la finalización de sus estudios, Humann se embarcó en una carrera como oficial de la Marina Imperial a finales de la década de 1890, para la cual fue considerado especialmente idóneo, sobre todo por su afición a la navegación y su la apariencia "alta y majestuosa".
Como protegido del Gran Almirante Alfred von Tirpitz, Secretario de Estado en la Oficina de la Armada Imperial, Humann ascendió en rápida sucesión al rango de capitán de fragata. Una de las razones de la rápida carrera de Humann pueden haber sido las similitudes ideológicas entre él y su superior Tirpitz, cuyas ideas pangermánicas y monárquicas compartía.

### Representante alemán en el Imperio Otomano
En el otoño de 1913, Humann fue enviado a Constantinopla por el Comando de la Marina Alemana, donde inicialmente trabajó sin responsabilidades claramente definidas. En los primeros meses de su presencia, se limitó esencialmente a comandar el Lorelei, el yate del embajador alemán en el Imperio otomano, Freiherr Hans von Wangenheim (1859-1915). Además, ejerció de facto ya en 1914 desde la actividad de agregado naval, sin llevar oficialmente este título por el momento. Luego recibió el rango oficial de agregado naval el 19 de abril. octubre de 1915 y ocupó este cargo hasta finales de septiembre de 1917, cuando se le ordenó regresar a Alemania. Durante este tiempo, según Ernst Jäckh, Humann también tuvo acceso al séquito del Kaiser Wilhelm II, a quien podía enviar informes, sin pasar por alto a su superior, el embajador. El embajador Paul Graf Metternich no tenía una buena opinión de Humann, a quien calificó de "archicanalla". El embajador estadounidense Morgenthau describió al Humann de los años de agregado como un "hombre de gran influencia"  que le pareció "implacable" y "cruel".
Al estallar la Primera Guerra Mundial en 1914, Humann redactó el plan implementado con éxito para retirar los buques de guerra alemanes SMS Goeben y SMS Breslau que se encontraban en el Mediterráneo del acceso de la Armada británica superior otorgándoles refugio en (inicialmente) puertos turcos neutrales. Allí hizo que los dos barcos "cambiaran el pabellón" de los emblemas nacionales alemanes a los turcos y nominalmente los entregó al gobierno turco. Este usó los barcos para impulsar la entrada de Turquía en la guerra por parte de las Potencias Centrales, lo que quería pero fue rechazado por la mayoría de la población: al permitir que los barcos con bandera turca pero comandados por tripulaciones alemanas dispararan contra posiciones rusas en el Mar Negro y dejándolas luego declaradas alternativamente como alemanas (durante el bombardeo) o turcas (cuando permanecían en puertos turcos), Rusia fue provocada, de acuerdo con las ideas de Humann, a declarar la guerra al Imperio Otomano. Por ello, una nota necrológica del Orient-Rundschau de 1933 atribuía grandes “méritos a la entrada de Turquía en la Guerra Mundial”.
El historiador Malte Furmann ve a Humann en los años 1914 a 1917 como el "mediador más importante" entre el liderazgo turco, el Mando Supremo alemán y la Armada alemana . A través de su amistad juvenil con Enver Pasha, a quien todavía tenía acceso ilimitado, Humann había alcanzado una abundancia de poder que iba "mucho más allá de su posición nominal" y, por lo tanto, prácticamente dominaba la división mediterránea alemana y la embajada imperial en Estambul. También contribuyó significativamente a la entrada del Imperio Otomano en la Primera Guerra Mundial. El colega de Furmann, Ulrich Trumpener, tiene una opinión muy similar; según él, Humann fue "probablemente el contacto más valioso del régimen de la CUP que tuvieron los alemanes" en 1915-1917. ) 

### Humann y el genocidio armenio
En la investigación histórica, Humann es considerado uno de los testigos más importantes del genocidio armenio llevado a cabo durante la Primera Guerra Mundial en el territorio del Imperio Otomano. En su calidad de diplomático alemán en Turquía, escribió varios informes y notas que documentan la masacre ampliamente disputada de la población armenia en Turquía. Humann escribió a Berlín en 1915:
“Armenios y turcos no pueden vivir juntos en este país. Una de las razas tiene que ir. No culpo a los turcos por lo que les están haciendo a los armenios. Creo que eso está totalmente justificado. La nación más débil debe irse. El día 15 En julio de 1915, en otro informe, afirmó, siendo más preciso, que "el gobierno turco está utilizando los intereses de Europa en tiempos de guerra y otros encadenados para resolver [rápidamente] por la fuerza toda la cuestión armenia brevi manu". Después del vicecónsul alemán en Mosul, Walter Holstein, el 10. El 15 de junio de 1915, Humann informó que 614 armenios expulsados de Diyarbakır habían muerto en el viaje a Mosul. junio de 1915 a un corresponsal que había expresado un profundo disgusto: "Los armenios ahora han sido más o menos exterminados. Es duro, pero útil. Humann instó más tarde al ministro de Asuntos Exteriores alemán , Richard von Kühlmann, a no criticar a los turcos en el asunto armenio "por el bien de nuestros [...] intereses políticos", ya que de lo contrario se correría el riesgo de alienar a los aliados en tiempos de guerra y así, indirectamente, los alemanes pusieron en peligro los intereses en Oriente Medio, que, según Humann, dependían en particular de las buenas relaciones personales en los países orientales.
Incluso después de la guerra, Humann mantuvo su aprobación del enfoque turco. Todavía estaba justificando el asesinato de los armenios en artículos del DAZ en la década de 1920.

### Años después
En noviembre de 1917, Humann terminó su trabajo en Turquía y regresó al Reich alemán. Allí primero sirvió al gobierno imperial como asesor y reportero en varios asuntos relacionados con el Imperio Otomano y el frente de guerra en el Medio Oriente. De mayo a septiembre de 1918 estuvo al mando del crucero de batalla alemán SMS Moltke. En 1919 dirigió el departamento de noticias del Reichsmarineamt de Berlín. Durante este período participó en varias acciones de las fuerzas monárquicas.
En 1920 dirigió la oficina de noticias del nuevo Ministerio Reichswehr bajo Gustav Noske (SPD). Durante el Kapp Putsch, Humann ya se puso el primer día, el 13 de marzo, del lado de los rebeldes. Así lo registró la prensa el mismo día. Los informes sobre su nombramiento como jefe de prensa del gobierno golpista datan del 15 de marzo de 1920. El acta de la única conferencia de prensa en la que habló Wolfgang Kapp, el 14 de marzo, evidencia de que Humann les dijo a los periodistas  que había "asumido la comunicación con la prensa"; junto con su jefe de prensa del ministerio, el capitán Friedrich Karmann, respondió a las preguntas de los periodistas como portavoz de Kapp. Asumió la tarea además de su función en el Ministerio de Defensa (Reichswehrministerium). Un día después, sin embargo, Gottfried Traub y Walter Harnisch se instalaron como portavoces políticos de Kapp, por lo que Humann se retiró a los asuntos militares.
Humann renunció en julio de 1920 debido a su participación en el putsch de Kapp. Después de que Humann dejara el servicio militar, su amigo, el empresario Hugo Stinnes, lo llevó al sector privado y lo nombró director editorial de Deutsche Allgemeine Zeitung (DAZ), que pertenecía al grupo Stinnes. Bajo la égida de Humann, DAZ abogó obstinadamente por el regreso a la monarquía en la década de 1920. Además, Humann publicó la disculpa por el genocidio de los armenios con la ayuda del periódico. Uno de los primeros actos oficiales de Humann como gerente de publicaciones de DAZ fue el despido de un viejo adversario de los días de Estambul, el editor en jefe adjunto Max Rudolf Kaufmann. El comerciante suizo, junto con Paul Weitz y el socialdemócrata Friedrich Schrader, corresponsal del Frankfurter Zeitung en Constantinopla, fue detenido allí en 1916 y posteriormente deportado a Alemania porque en cartas internas criticaba masivamente el militarismo germano-turco y la desoladora situación de las tropas turcas en el frente del Cáucaso.
Políticamente, Humann estuvo cerca de los círculos nacional-conservadores en las décadas de 1920 y 1930, como su jefe Stinnes. Mantuvo contactos con Edgar Jung y fue uno de los más importantes asesores del político conservador de centro Franz von Papen, a quien aconsejó en una entrevista personal en mayo de 1932 que aceptara la cancillería ofrecida. También fue uno de los cofundadores de la Liga de luchadores asiáticos (Bund der Asienkämpfer).
Hans Humann murió en Neubabelsberg en octubre de 1933 tras una larga enfermedad. Después de un funeral en la iglesia parroquial católica de Nowawes, fue enterrado en el cementerio de Klein-Glienicke. El elogio fue pronunciado por el amigo de Humann, von Papen. En él elogió sus "méritos en la marina y el Deutsche Allgemeine Zeitung" y lo colocó retóricamente en las filas de los "luchadores espirituales" por "esta nueva [...] Alemania [...] que estamos a punto de construir hoy. Erich von Müller como representante de la Marina y Hugo Stinnes junior como representante de la editorial DAZ realizaron más elogios.